# Bactrocera facialis
Bactrocera facialis
 es una especie de díptero que Daniel William Coquillett describió por primera vez en 1909. Bactrocera facialis pertenece al género Bactrocera de la familia Tephritidae. 